# NGC 252
NGC 252 è una galassia lenticolare situata nella costellazione di Andromeda.

## Descrizione
La galassia presenta una larga riga a 21 cm dell'idrogeno neutro.

## Scoperta
NGC 252 è stata scoperta il 26 ottobre 1786 dall'astronomo britannico di origine tedesca William Herschel.

## Supernova
Il 23 luglio 1998, all'interno di questa galassia è stata scoperta la supernova "SN 1998de" classificata di Supernova di tipo Ia-pec.
L'oggetto è stato scoperto nel corso del programma congiunto LOSS/KAIT, composto da Lick Observatory Supernova Search dell'Osservatorio Lick e The Katzman Automatic Imaging Telescope dell'Università della California - Berkeley.

## Gruppo di NGC 315
Secondo Abraham Mahtessian, NGC 252 fa parte del gruppo di NGC 315, un raggruppamento che comprende almeno una quarantina di galassie. Oltre a NGC 252, i principali membri del gruppo sono: NGC 226, NGC 243, NGC 262, NGC 266, NGC 311, NGC 315, NGC 338, IC 43, IC 66 e IC 69.